# Phyllis Hyman
Phyllis Hyman (Philadelphia, 1949. július 6. –‎ New York, 1995. június 30.) amerikai R&B és dzsesszénekesnő, színésznő.

## Pályafutása
Az 1970-es évek elején különböző együttesekkel énekelt (New Direction, The Hondo Beat, All the People). 1974-ben szerepelt a „Lenny” című filmben.
New Yorkba költözött zenei karrierje érdekében. 1977-ben Pharoah Sandersszel dolgozott. A következő évben kiadta első albumát az Arista Records. 1979-ben felvette pályafutása két legfontosabb albumát, a „Somewhere in My Lifetime”-ot és a „You Know How to Love Me”-t. 1981-ben sikert ért el Michael Hendersonnal közös duettje, a "Can't We Fall in Love Again" című dal. Dolgozott Chuck Mangione-nal, a „The Whispers”-szel és a „The Four Tops”-szal is. Előadott egy dalt a „Never Say Never Again” című filmben is.
Hyman zenei karrierje az 1970-es évek végétől az 1990-es évek elejéig tartott. Leginkább nagy althangterjedelmét csodálták. Legismertebb dalai közé tartozik a „You Know How to Love Me” (1979), a „Living All Alone” (1986) és a „Don't Wanna Change the World” (1991). Népszerű dalok feldolgozásairól is ismert volt, többek között a „Betcha by Golly Wow”, a „Here's That Rainy Day”.
Fellépett Broadwayn az 1981-es „Sophisticated Ladies” című musical revüben, amely 1981-től 1983-ig futott. A Duke Ellington zenéjén alapuló revüért Theatre World Awardot kapott és Tony-díjra jelölték a legjobb musicalszínésznő kategóriában.
1985-ben, miután elhagyta az Arista-t, kiadta második albumát, a „Too Scared to Scream”-et, amelyet három évvel később a „School Daze” címűt. 
Számos filmzenei dalt komponált (School Daze, The Kill Reflex). Más zenészekkel is együttműködött, köztük Grover Washington Jr.-ral, Barry Manilow-val és Lonnie Liston Smith-szel.
1995. június 30-án délután, egy héttel 46. születésnapja előtt, Hyman öngyilkosságot követett el. Túladagolta kevert drogok és vodka keverékét New York-i lakásában, a West 56th Street 211. szám alatt.

## Stúdióalbumok
- Phyllis Hyman (1977)
- Sing a Song (1978)
- Somewhere in My Lifetime (1978)
- You Know How to Love Me (1979)
- Can't We Fall in Love Again? (1981)
- Goddess of Love (1983)
- Living All Alone (1986)
- Prime of My Life (1991)
- I Refuse to Be Lonely (1995)
- Forever with You (1998)

## Kislemezek
- 1975: Leavin' the Good Life Behind
- 1976: Baby (I'm Gonna Love You)
- 1977: Loving You – Losing You
- 1977: No One Can Love You More
- 1977: Betcha by Golly Wow (Norman Connors & Phyllis Hyman)
- 1978: Somewhere in My Lifetime
- 1979: Living Inside Your Love
- 1979: So Strange
- 1979: You Know How to Love Me
- 1979: Kiss You All Over
- 1980: Under Your Spell
- 1981: Tonight You and Me
- 1981: You Sure Look Good to Me
- 1981: Can't We Fall in Love Again (& Michael Henderson)
- 1983: Why Did You Turn Me On
- 1983: Riding the Tiger
- 1986: Living All Alone
- 1986: You Know How to Love Me '86
- 1986: Old Friend
- 1987: Ain't You Had Enough Love
- 1987: You Just Don't Know
- 1987: Screaming at the Moon
- 1988: Black and Blue (& Barry Manilow)
- 1990: Obsession (Lonnie Liston Smith & Phyllis Hyman)
- 1990: Sacred Kind of Love (Grover Washington jr. & Phyllis Hyman)
- 1991: Living in Confusion
- 1991: Don't Wanna Change the World
- 1992: I Found Love
- 1992: When You Get Right Down to It
- 1993: Remember Who You Are (Norman Connors & Phyllis Hyman)
- 1995: I Refuse to Be Lonely
- 1996: I'm Truly Yours
- 1998: Groove with You
- 1998: Tell Me What You're Gonna Do
- 1998: Funny How Love Goes (& Damon Williams)
- 2003: Can't Live Without You

## Filmek
- Lenny (1974)
- Too Scared to Scream (1985)
- School Daze (1988)
- Soda Cracker (1989)

## Díjak
- 1981: Theatre World Award